# Selección de fútbol sub-23 de Portugal
La selección olímpica de fútbol de Portugal, conocida también como selección de fútbol sub-23 de Portugal, es el representativo del país en Fútbol en los Juegos Olímpicos, la cual está controlada por la Federación Portuguesa de Fútbol.

## Juegos Olímpicos
A partir de 1992, las selecciones participantes en los Juegos Olímpicos están integradas por jugadores menores de 23 años, aunque pueden llevar un máximo de tres jugadores que sobrepasen el límite de edad.
| Récord Olímpico | Récord Olímpico  | Récord Olímpico | Récord Olímpico | Récord Olímpico | Récord Olímpico | Récord Olímpico | Récord Olímpico | Récord Olímpico |
| Año             | Ronda            | Pos.            | J               | G               | E1              | P               | GF              | GC              |
| --------------- | ---------------- | --------------- | --------------- | --------------- | --------------- | --------------- | --------------- | --------------- |
| 1896            | No se jugó       | -               | -               | -               | -               | -               | -               | -               |
| 1900            | No participó     | -               | -               | -               | -               | -               | -               | -               |
| 1904            | No participó     | -               | -               | -               | -               | -               | -               | -               |
| 1908            | No participó     | -               | -               | -               | -               | -               | -               | -               |
| 1912            | No participó     | -               | -               | -               | -               | -               | -               | -               |
| 1920            | No participó     | -               | -               | -               | -               | -               | -               | -               |
| 1924            | No participó     | -               | -               | -               | -               | -               | -               | -               |
| 1928            | Cuartos de final | -               | 3               | 2               | 0               | 1               | 7               | 5               |
| 1932            | No se jugó       | -               | -               | -               | -               | -               | -               | -               |
| 1936            | No participó     | -               | -               | -               | -               | -               | -               | -               |
| 1948            | No participó     | -               | -               | -               | -               | -               | -               | -               |
| 1952            | No participó     | -               | -               | -               | -               | -               | -               | -               |
| 1956            | No participó     | -               | -               | -               | -               | -               | -               | -               |
| 1960            | No participó     | -               | -               | -               | -               | -               | -               | -               |
| 1964            | No participó     | -               | -               | -               | -               | -               | -               | -               |
| 1968            | No participó     | -               | -               | -               | -               | -               | -               | -               |
| 1972            | No participó     | -               | -               | -               | -               | -               | -               | -               |
| 1976            | No participó     | -               | -               | -               | -               | -               | -               | -               |
| 1980            | No participó     | -               | -               | -               | -               | -               | -               | -               |
| 1984            | No clasificó     | -               | -               | -               | -               | -               | -               | -               |
| 1988            | No clasificó     | -               | -               | -               | -               | -               | -               | -               |
| 1992            | No clasificó     | -               | -               | -               | -               | -               | -               | -               |
| 1996            | Semifinales      | 4               | 6               | 2               | 2               | 2               | 6               | 10              |
| 2000            | No clasificó     | -               | -               | -               | -               | -               | -               | -               |
| 2004            | Fase de grupos   | -               | 3               | 1               | 0               | 2               | 6               | 9               |
| 2008            | No clasificó     | -               | -               | -               | -               | -               | -               | -               |
| 2012            | No clasificó     | -               | -               | -               | -               | -               | -               | -               |
| 2016            | Cuartos de final | -               | 4               | 2               | 1               | 1               | 5               | 6               |
| 2020            | No clasificó     |                 |                 |                 |                 |                 |                 |                 |
| 2024            | No clasificó     |                 |                 |                 |                 |                 |                 |                 |
| Total           | 4/26             | 1 4.º Lugar     | 16              | 7               | 3               | 6               | 24              | 30              |

1- Los empates incluyen partidos definidos en tiempo extra o penales.